# Tournoi masculin de basket-ball aux Jeux paralympiques d'été de 2024
Cet article traite de l'épreuve masculine. Pour la compétition féminine, voir Tournoi féminin de basket-ball aux Jeux paralympiques d'été de 2024.
Navigation
Tokyo 2020 Los Angeles 2028
Le tournoi paralympique masculin 2024 de basket-ball en fauteuil roulant est l'épreuve masculine d'handibasket organisée par l'IWBF dans le cadre des Jeux paralympiques d'été de 2024 de Paris. La compétition a lieu en France entre août et septembre 2024. Les États-Unis remettent leur titre en jeu. C'est la dix-septième édition de ce tournoi pour les hommes aux Jeux paralympiques (au programme depuis 1968).
L'Américain Jake Williams, meilleur marqueur de la compétition avec 132 points inscrits, soit 22 points par match, est désigné MVP.

## Qualifications
Les huit équipes se sont qualifiées comme suit, chaque zone disposant de quotas obtenus grâce aux résultats de ses sélections membres lors du championnat du monde 2022 :
| Compétition                           | Date                  | Lieu                | Places | Qualifiés                        |
| ------------------------------------- | --------------------- | ------------------- | ------ | -------------------------------- |
| Championnat d'Europe 2023             | 11 - 19 août 2023     | Rotterdam, Pays-Bas | 2      | Grande-Bretagne Espagne          |
| Championnat d'Afrique 2023            | 4 - 12 septembre 2023 | Accra, Ghana        | 0      | -                                |
| Jeux parapanaméricains 2023           | 18 - 25 novembre 2023 | Santiago, Chili     | 1      | États-Unis                       |
| Championnat d'Asie-Océanie 2024       | 12 - 20 janvier 2024  | Bangkok, Thaïlande  | 1      | Australie                        |
| Tournoi de Qualification Paralympique | 12 - 15 avril 2024    | Antibes, France     | 4      | Allemagne Canada France Pays-Bas |
| Total                                 |                       |                     | 8      |                                  |

## Tour préliminaire

### Groupe A
| \| Rang \| Équipe \| Pts \| J \| G \| P \| Pp \| Pc \| Diff \| \| ---- \| --------------- \| --- \| - \| - \| - \| --- \| --- \| ---- \| \| 1 \| Grande-Bretagne \| 6 \| 3 \| 3 \| 0 \| 249 \| 163 \| 86 \| \| 2 \| Canada \| 5 \| 3 \| 2 \| 1 \| 209 \| 204 \| 5 \| \| 3 \| Allemagne \| 4 \| 3 \| 1 \| 2 \| 175 \| 208 \| -33 \| \| 4 \| France \| 3 \| 3 \| 0 \| 3 \| 182 \| 240 \| -58 \| Équipe qualifiée ou victorieuse; Pts = points de classement; J = joués; G = gagnés; P = perdus; Pp = point pour; Pc = point contre; Diff = différence de points |                 |     |   |   |   |     |     |      |
| Rang | Équipe          | Pts | J | G | P | Pp  | Pc  | Diff |
| 1 | Grande-Bretagne | 6   | 3 | 3 | 0 | 249 | 163 | 86   |
| 2 | Canada          | 5   | 3 | 2 | 1 | 209 | 204 | 5    |
| 3 | Allemagne       | 4   | 3 | 1 | 2 | 175 | 208 | -33  |
| 4 | France          | 3   | 3 | 0 | 3 | 182 | 240 | -58  |

| 29 août     | Grande-Bretagne | 76 - 55 | Allemagne       |
| 30 août     | France          | 68 - 83 | Canada          |
| 31 août     | Canada          | 58 - 88 | Grande-Bretagne |
| 31 août     | Allemagne       | 72 - 64 | France          |
| 2 septembre | Allemagne       | 48 - 68 | Canada          |
| 2 septembre | France          | 50 - 85 | Grande-Bretagne |

### Groupe B
| \| Rang \| Équipe \| Pts \| J \| G \| P \| Pp \| Pc \| Diff \| \| ---- \| ---------- \| --- \| - \| - \| - \| --- \| --- \| ---- \| \| 1 \| États-Unis \| 6 \| 3 \| 3 \| 0 \| 202 \| 159 \| 43 \| \| 2 \| Espagne \| 5 \| 3 \| 2 \| 1 \| 192 \| 179 \| 13 \| \| 3 \| Pays-Bas \| 4 \| 3 \| 1 \| 2 \| 153 \| 183 \| -30 \| \| 4 \| Australie \| 3 \| 3 \| 0 \| 3 \| 184 \| 210 \| -26 \| Équipe qualifiée ou victorieuse; Pts = points de classement; J = joués; G = gagnés; P = perdus; Pp = point pour; Pc = point contre; Diff = différence de points |            |     |   |   |   |     |     |      |
| Rang | Équipe     | Pts | J | G | P | Pp  | Pc  | Diff |
| 1 | États-Unis | 6   | 3 | 3 | 0 | 202 | 159 | 43   |
| 2 | Espagne    | 5   | 3 | 2 | 1 | 192 | 179 | 13   |
| 3 | Pays-Bas   | 4   | 3 | 1 | 2 | 153 | 183 | -30  |
| 4 | Australie  | 3   | 3 | 0 | 3 | 184 | 210 | -26  |

| 29 août       | États-Unis | 66 - 56 | Espagne    |
| 29 août       | Australie  | 55 - 66 | Pays-Bas   |
| 30 août       | Espagne    | 68 - 60 | Australie  |
| 31 août       | Pays-Bas   | 34 - 60 | États-Unis |
| 1er septembre | Australie  | 69 - 76 | États-Unis |
| 1er septembre | Pays-Bas   | 53 - 68 | Espagne    |

## Tour final
Les quatre équipes des poules A et B sont qualifiées pour les quarts de finale et disputent des quarts de finale croisés.

### Tableau du tour final
|  | Quarts de finale | Quarts de finale | Quarts de finale | Quarts de finale |                 |                 | Demi-finales | Demi-finales | Demi-finales                  | Demi-finales                  |                               |                               | Finale      | Finale      | Finale      | Finale      |
|  |                  |                  |                  |                  |                 |                 |              |              |                               |                               |                               |                               |             |             |             |             |
|  | 3 septembre      | 3 septembre      | 3 septembre      | 3 septembre      |                 |                 | 5 septembre  | 5 septembre  | 5 septembre                   | 5 septembre                   |                               |                               | 7 septembre | 7 septembre | 7 septembre | 7 septembre |
|  | 3 septembre      | 3 septembre      | 3 septembre      | 3 septembre      |                 |                 | 5 septembre  | 5 septembre  | 5 septembre                   | 5 septembre                   |                               |                               | 7 septembre | 7 septembre | 7 septembre | 7 septembre |
|  | A1               | Grande-Bretagne  | 84               | 84               |                 |                 | 5 septembre  | 5 septembre  | 5 septembre                   | 5 septembre                   |                               |                               | 7 septembre | 7 septembre | 7 septembre | 7 septembre |
|  | A1               | Grande-Bretagne  | 84               | 84               |                 |                 | 5 septembre  | 5 septembre  | 5 septembre                   | 5 septembre                   |                               |                               | 7 septembre | 7 septembre | 7 septembre | 7 septembre |
|  | B4               | Australie        | 64               | 64               |                 |                 | 5 septembre  | 5 septembre  | 5 septembre                   | 5 septembre                   |                               |                               | 7 septembre | 7 septembre | 7 septembre | 7 septembre |
|  | B4               | Australie        | 64               | 64               | Grande-Bretagne | Grande-Bretagne | 71           | 71           |                               |                               |                               |                               | 7 septembre | 7 septembre | 7 septembre | 7 septembre |
|  | 3 septembre      |                  |                  |                  | Grande-Bretagne | Grande-Bretagne | 71           | 71           |                               |                               |                               |                               | 7 septembre | 7 septembre | 7 septembre | 7 septembre |
|  |                  |                  | Allemagne        | Allemagne        | 43              | 43              |              |              |                               |                               |                               |                               | 7 septembre | 7 septembre | 7 septembre | 7 septembre |
|  | B2               | Espagne          | Allemagne        | Allemagne        | 43              | 43              | 49           | 49           |                               |                               |                               |                               | 7 septembre | 7 septembre | 7 septembre | 7 septembre |
|  | B2               | Espagne          | 5 septembre      |                  |                 |                 | 49           | 49           |                               |                               |                               |                               | 7 septembre | 7 septembre | 7 septembre | 7 septembre |
|  | A3               | Allemagne        | 57               | 57               |                 |                 |              |              |                               |                               |                               |                               | 7 septembre | 7 septembre | 7 septembre | 7 septembre |
|  | A3               | Allemagne        | 57               | 57               | Grande-Bretagne | Grande-Bretagne | 69           | 69           |                               |                               |                               |                               |             |             |             |             |
|  | 3 septembre      |                  |                  |                  | Grande-Bretagne | Grande-Bretagne | 69           | 69           |                               |                               |                               |                               |             |             |             |             |
|  |                  |                  | États-Unis       | États-Unis       | 73              | 73              |              |              |                               |                               |                               |                               |             |             |             |             |
|  | A2               | Canada           | États-Unis       | États-Unis       | 73              | 73              | 79           | 79           |                               |                               |                               |                               |             |             |             |             |
|  | A2               | Canada           |                  |                  |                 |                 |              |              |                               |                               |                               |                               |             |             |             |             |
|  | B3               | Pays-Bas         | 67               | 67               |                 |                 |              |              |                               |                               |                               |                               |             |             |             |             |
|  | B3               | Pays-Bas         | 67               | 67               | Canada          | Canada          | 43           | 43           | Match pour la troisième place | Match pour la troisième place | Match pour la troisième place | Match pour la troisième place |             |             |             |             |
|  | 3 septembre      |                  |                  |                  | Canada          | Canada          | 43           | 43           | Match pour la troisième place | Match pour la troisième place | Match pour la troisième place | Match pour la troisième place |             |             |             |             |
|  |                  |                  | États-Unis       | États-Unis       | 80              | 80              |              |              | 7 septembre                   | 7 septembre                   | 7 septembre                   | 7 septembre                   |             |             |             |             |
|  | B1               | États-Unis       | États-Unis       | États-Unis       | 80              | 80              | 82           | 82           | 7 septembre                   | 7 septembre                   | 7 septembre                   | 7 septembre                   |             |             |             |             |
|  | B1               | États-Unis       |                  |                  |                 |                 |              | 82           |                               |                               | Allemagne                     | Allemagne                     | 75          | 75          |             |             |
|  | A4               | France           | 47               | 47               |                 |                 |              |              |                               |                               | Allemagne                     | Allemagne                     | 75          | 75          |             |             |
|  | A4               | France           | 47               | 47               | Canada          | Canada          | 62           | 62           |                               |                               |                               |                               |             |             |             |             |
|  |                  |                  |                  |                  |                 |                 |              |              |                               |                               |                               |                               |             |             |             |             |

|  | Playoffs 5-8 | Playoffs 5-8 | Playoffs 5-8 | Playoffs 5-8 |           |           | 5e place    | 5e place    | 5e place    | 5e place    |
|  |              |              |              |              |           |           |             |             |             |             |
|  | 4 septembre  | 4 septembre  | 4 septembre  | 4 septembre  |           |           | 6 septembre | 6 septembre | 6 septembre | 6 septembre |
|  | B4           | Australie    | 78           | 78           |           |           | 6 septembre | 6 septembre | 6 septembre | 6 septembre |
|  | B4           | Australie    | 78           | 78           |           |           | 6 septembre | 6 septembre | 6 septembre | 6 septembre |
|  | B2           | Espagne      | 74           | 74           |           |           | 6 septembre | 6 septembre | 6 septembre | 6 septembre |
|  | B2           | Espagne      | 74           | 74           | Australie | Australie | 82          | 82          |             |             |
|  | 5 septembre  |              |              |              | Australie | Australie | 82          | 82          |             |             |
|  |              |              | Pays-Bas     | Pays-Bas     | 75        | 75        |             |             |             |             |
|  | B3           | Pays-Bas     | Pays-Bas     | Pays-Bas     | 75        | 75        | 72          | 72          |             |             |
|  | B3           | Pays-Bas     |              |              |           |           |             | 72          |             |             |
|  | A4           | France       | 63           | 63           |           |           |             |             |             |             |
|  | A4           | France       | 63           | 63           | 7e place  |           |             |             |             |             |
|  |              |              |              |              |           |           |             |             |             |             |
|  | 6 septembre  |              |              |              |           |           |             |             |             |             |
|  | Espagne      | Espagne      | 72           | 72           |           |           |             |             |             |             |
|  | Espagne      | Espagne      | 72           | 72           |           |           |             |             |             |             |
|  | France       | France       | 57           | 57           |           |           |             |             |             |             |
|  | France       | France       | 57           | 57           |           |           |             |             |             |             |

### Match pour la médaille de bronze
| 7 septembre 2024 16h00 | Rapport | Allemagne                                                           | 75-62                    | Canada                                                        |  | Arena Bercy Paris Affluence : 12 419 |
| 7 septembre 2024 16h00 | Rapport | Score par quart-temps : 11-17, 16-18, 20-13, 28-14                  |                          |                                                               |  | Arena Bercy Paris Affluence : 12 419 |
| 7 septembre 2024 16h00 | Rapport | Score par mi-temps : 27-35, 48-27                                   |                          |                                                               |  | Arena Bercy Paris Affluence : 12 419 |
| 7 septembre 2024 16h00 | Rapport | Thomas Böhme, 36 Matthias Güntner, 10 Dreimüller, Güntner, Böhme, 5 | Points Rebonds Passes d. | Patrick Anderson, 31 Patrick Anderson, 11 Goncin, Anderson, 4 |  | Arena Bercy Paris Affluence : 12 419 |

### Finale
| 7 septembre 2024 21h30 | Rapport | Grande-Bretagne                                    | 69-73                    | États-Unis                                           |  | Arena Bercy Paris Affluence : 12 611 |
| 7 septembre 2024 21h30 | Rapport | Score par quart-temps : 18-23, 13-15, 12-15, 26-20 |                          |                                                      |  | Arena Bercy Paris Affluence : 12 611 |
| 7 septembre 2024 21h30 | Rapport | Score par mi-temps : 31-38, 38-35                  |                          |                                                      |  | Arena Bercy Paris Affluence : 12 611 |
| 7 septembre 2024 21h30 | Rapport | Lee Manning, 21 Lee Manning, 16 Phil Pratt, 16     | Points Rebonds Passes d. | Jake Williams, 26 Steve Serio, 10 Williams, Serio, 8 |  | Arena Bercy Paris Affluence : 12 611 |

## Classement final
| Rang | Équipe          | J | V | D |
| ---- | --------------- | - | - | - |
| 1    | États-Unis      | 6 | 6 | 0 |
| 2    | Grande-Bretagne | 6 | 5 | 1 |
| 3    | Allemagne       | 6 | 3 | 3 |
| 4    | Canada          | 6 | 3 | 3 |
| 5    | Australie       | 6 | 2 | 4 |
| 6    | Pays-Bas        | 6 | 2 | 4 |
| 7    | Espagne         | 6 | 3 | 3 |
| 8    | France          | 6 | 0 | 6 |